# FindBugs
FindBugs是由Bill Pugh和David Hovemeyer创建的开源程序，用来查找Java代码中的程序错误。它使用静态分析来识别Java程序中上百种不同类型的潜在错误。潜在错误可分为四个等级：恐怖的（scariest）、吓人的（scary）、令人困扰的（troubling）和值得关注的（of concern），这是根据其可能产生的影响或严重程度，而对开发者的提示。FindBugs操作的是Java字节码，而非源代码。软件作为一个独立的图形化应用程序分发。
Eclipse、NetBeans、IntelliJ IDEA、Gradle、Hudson和Jenkins有可用的FindBugs插件。
也可以给FindBugs添加用于检查的规则集。

## 拓展阅读
- Eclipse中的FindBugs使用手册（页面存档备份，存于）